# Mirjam Maltha
Mirjam Maltha (Schiedam, 31 oktober 1982) is een Nederlandse korfbalster. Zij is meervoudig kampioen en tevens de enige vrouw in het bezit van de "Zilveren Onderscheiding" van het KNKV. Zij speelt in de selectie van Fortuna/Delta Logistiek en speelt al sinds de oprichting in de Korfbal League. Zo is zij de enige vrouw die 15 seizoenen heeft meegedaan in deze hoogste korfbalcompetitie van Nederland.
Sinds 2009 is zij onderscheiden als KNKV "Drager van het KNKV Ereteken".

## Begin van carrière
Mirjam Maltha begon haar korfbalcarrière bij Harga (huidige SKV Nexus). Daarna heeft zij gespeeld voor KV Vlaardingen en DeetosSnel.

## Fortuna
In 2003 verruilde zij DeetosSnel voor Fortuna/Tempus en werd zij in haar eerste jaar bij deze club meteen landskampioen in de zaal. 
In haar tweede seizoen kreeg zij onder coach Hans Heemskerk een vaste basisplaats in de ploeg. 
Zo deed Maltha mee aan de Europacup van 2004, het internationale clubtoernooi dat in Delft werd gespeeld. In de finale won Fortuna van het Belgische AKC. Niet gemakkelijk trouwens, want de wedstrijd werd beslist via golden goal.
Daarnaast speelde Maltha nog een aantal zaalfinales. In 2013 stond zij in de zaalfinale, maar verloor van PKC. In 2018 stond ze voor de derde keer in de korfbalfinale, maar deze verloor Fortuna van TOP. Echter in 2019 was het raak; in de zaalfinale in Ziggo Dome won Fortuna van PKC, waardoor Maltha voor de 2e keer in haar carrière zaalkampioen van Nederland was.
In Korfbal League seizoen 2019-2020 schreef Maltha geschiedenis in de Korfbal League. Zij startte dit seizoen als eerste speelster/speler die haar 15e league seizoen speelde.

## Erelijst
- Nederlands kampioen zaalkorfbal, 2x (2004, 2019)
- Europacup kampioen, 3x (2004, 2005, 2020)
- Beste Korfbalster van het Jaar, 1x (2013)

## Oranje
In 2005 debuteerde zij in de Nederlandse selectie. 
Als onderdeel van Oranje deed zij mee aan de volgende toernooien:
- EK 2006
- WK 2007
- EK 2010
- WK 2015

Haar carrière bij Oranje is op te delen in 2 gedeeltes.
De eerste periode was zij vaste kracht van Oranje van 2005 tot 2012. In 2013 was zij niet beschikbaar, maar in 2014 werd zij weer in de nationale selectie opgenomen. Daardoor deed zij mee met het WK van 2015, waar ze voor de 2e keer wereldkampioen werd.
In totaal speelde Maltha 53 officiële interland met het Nederlands korfbalteam.

## Statistieken
Maltha is recordhouder van de onderstaande categorieën:
- 15 Korfbal League seizoenen (recordhouder)
- 290 Korfbal League wedstrijden (recordhouder)
- 2291 rebounds (recordhouder onder dames)